# Nexus 5
Nexus 5 (tên mã Hammerhead) là chiếc điện thoại thông minh chạy hệ điều hành Android của Google do LG Electronics sản xuất. Được đồng phát triển và tiếp thị bởi Google Inc. như là một phần của dòng thiết bị hàng đầu Nexus và ra mắt vào ngày 31 tháng 10 năm 2013, nó là thiết bị kế nhiệm của Nexus 4. Nexus 5 là thiết bị ra mắt cùng lúc với Android 4.4 "KitKat", với giao diện được làm mới, cải tiến hiệu suất, tăng cường sự tích hợp Google Now, thời lượng pin tốt hơn cùng các tính năng khác.
Nexus 5 nhận được nhiều đánh giá tích cực, ca ngợi sự cân bằng về hiệu suất tổng thể và chi phí so với các điện thoại hàng đầu khác, cùng với chất lượng hiển thị và những thay đổi trên Android 4.4. Tuy nhiên, nó cũng bị chỉ trích về màn hình hiển thị vốn quá mờ so với các thiết bị khác, và camera có chất lượng không phù hợp.

## Phát hành
Thiết bị này được công bố vài ngày 31 tháng 10 năm 2013; và cho phép đặt trước từ Google Play Store vào cùng ngày với các tùy chọn phiên bản 16 GB và 32 GB. Khi phát hành, Nexus 5 có giá US$349 (phiên bản 16 GB) và US$399 (phiên bản 32 GB) ở thị trường Hoa Kỳ. Giá này thấp hơn nhiều sơ với các điện thoại thông minh tương ứng, vốn có giá khoảng $649.
Tính đến  ngày 11 tháng 3 năm 2015, Nexus 5 không còn có mặt trên cửa hàng Google Play Store.